# The Sims 2: Castaway
The Sims 2: Castaway é o terceiro spin-off de The Sims 2 no estilo Survival, exclusivo para consoles (para PC há uma versão parecida, The Sims Histórias: de Náufragos). Como nos demais jogos da série, deve-se controlar a vida dos personagens, suprindo suas necessidades básicas, porém agora em uma ilha deserta, pois os Sims naufragaram e precisam se unir para tentar voltar para casa.

## Jogabilidade
A jogabilidade deste título consiste no básico de toda a série: controlar a vida de uma personagem e satisfazer totalmente as suas necessidades básicas, porém desta vez isto ocorre numa ilha deserta, o que dificulta as coisas. É necessário ir à procura de matéria prima para construir ferramentas, para com estas caçar e satisfazer a fome, por exemplo. O cenário onde o jogo acontece é em um arquipélago, com algumas ilhas desertas (exceto pelos chimpanzés e pelos demais náufragos). O jogador, então, explora selvas densas, montanhas vulcânicas, praias, lagoas e cavernas. A relação com outros Sims neste jogo difere um pouco do resto da série: como há poucas pessoas e estas estão também a lutar pela própria sobrevivência, qualquer um que seja encontrado automaticamente torna-se membro da "família".

## Enredo
A história é contada conforme o jogador cumpre os objetivos do jogo.